# Deportee (Plane Wreck at Los Gatos)
Deportee (Plane Wreck at Los Gatos) är en  protestsång skriven av Woody Guthrie.
Sången handlar om den flygplansolycka som inträffade den 28 januari 1948 i närheten av Los Gatos Canyon, 32 kilometer väster om Coalinga i Fresno, Kalifornien, USA. Kraschen resulterade i 32 döda, varav fyra var amerikaner och 28 var invandrade lantarbetare från Mexiko som hade blivit deporterade från Kalifornien tillbaka till Mexiko. Guthrie inspirerades att skriva texten av vad han ansåg vara rasistiska angrepp på dessa invandrare före och efter olyckan. Guthrie slogs av det faktum att radio- och tidningstäckning inte delade dessa offrens namn utan endast hänvisade till dem som "deporterade". I dikten tilldelade Guthrie symboliska namn till de döda: "Goodbye to my Juan, goodbye Rosalita; adiós, mis amigos, Jesús y María ...". 
Ett decennium senare, 1958, skrev en lärare vid namn Martin Hoffman musik till texten.
De människor som kallats “deporterade” placerades i en massgrav på Holy Cross Cemetery i Fresno, Kalifornien, och deras grav markerades med "mexikanska medborgare".
År 2009 började författaren Tim Z. Hernandez att söka efter gravplatsen och dessa namn. I juli 2013 hade alla identifierats (några av namnen hade stavats fel i tidigare rapporter) och pengar samlades in. Den 2 september 2013 (arbetarnas dag i USA) presenterades en gravsten och minnesmärke vid en mässa på Holy Cross Cemetery i Fresno där mer än 600 deltog. Minnesmärket innehåller alla tjugoåtta namn på de migrerande arbetarna:
Miguel Negrete Álvarez. Tomás Aviña de Gracia. Francisco Llamas Durán. Santiago García Elizondo. Rosalio Padilla Estrada. Tomás Padilla Márquez. Bernabé López Garcia. Salvador Sandoval Hernández. Severo Medina Lára. Elías Trujillo Macias. José Rodriguez Macias. Luis López Medina. Manuel Calderón Merino. Luis Cuevas Miranda. Martin Razo Navarro. Ignacio Pérez Navarro. Román Ochoa Ochoa. Ramón Paredes Gonzalez. Guadalupe Ramírez Lára. Apolonio Ramírez Placencia. Alberto Carlos Raygoza. Guadalupe Hernández Rodríguez. Maria Santana Rodríguez. Juan Valenzuela Ruiz. Wenceslao Flores Ruiz. José Valdívia Sánchez. Jesús Meza Santos. Baldomero Marcas Torres.